# Federico Gino
Federico Gino Acevedo Fagúndez (Melo, 26 de febrero de 1993) es un futbolista uruguayo que juega como mediocentro y actualmente se encuentra en el PAS Giannina de la Segunda Superliga de Grecia.

## Trayectoria
Participó de la Copa Libertadores Sub-20 en Perú representando a Defensor Sporting, hicieron una gran campaña, llegaron a la final pero perdieron en manos de River Plate.
Debutó en primera el 26 de agosto de 2013 enfrentando a Peñarol, ingresó al minuto 21 debido a una lesión de Robert Herrera, el partido terminó 1 a 1.
Luego de 2 temporadas en Defensor, con 40 partidos en el Campeonato local y 5 internacionales por Libertadores, se anunció su ida al fútbol europeo, el destino fue Carpi, club que recién había ascendido a la máxima categoría en Italia. Se marchó a préstamo por 6 meses, pero disputó un partido, por la Copa Italia, luego fue suplente en 10 oportunidades por la Serie A, pero no tuvo minutos.
Regresó a Defensor Sporting para la pretemporada 2016. Participó de la Copa Suat, torneo amistoso en el que lograron el tercer puesto.
El 25 de enero, trascendió un interés del Cruzeiro por la ficha de Gino. Gino rescindió contrato con Defensor y viajó a Brasil para comenzar un nuevo desafío.
El 29 de enero Cruzeiro anunció su fichaje, por 18 meses con opción de renovación por 3 años. Le fue adjudicado el dorsal número 40 y su amigo Giorgian De Arrascaeta, con quien jugó en las juveniles, en Primera con Defensor Sporting y en la selección sub-20 de Uruguay, lo recibió.

## Selección nacional
Fue parte del plantel de la Selección de Uruguay que participó en el Mundial Sub-20 de Turquía. Gino fue titular en el equipo y lograron el segundo puesto al perder en la final con Francia por penales, los galos tenían como estrella a Paul Pogba.
El 21 de mayo de 2015 fue incluido en la lista preliminar de 30 jugadores para defender a la selección de Uruguay en los Juegos Panamericanos de Toronto. Finalmente no quedó en el equipo.

## Estadísticas

### Clubes
- Actualizado hasta el 21 de febrero de 2020.

| Club | Div.                | Temporada           | Liga  | Liga  | Copas Nacionales(1) | Copas Nacionales(1) | Copas Regionales | Copas Regionales | Campeonatos Estaduales(2) | Campeonatos Estaduales(2) | Copas Internacionales(3) | Copas Internacionales(3) | Total | Total |
| Club | Div.                | Temporada           | Part. | Goles | Part.               | Goles               | Part.            | Goles            | Part.                     | Goles                     | Part.                    | Goles                    | Part. | Goles |
| --- | ------------------- | ------------------- | ----- | ----- | ------------------- | ------------------- | ---------------- | ---------------- | ------------------------- | ------------------------- | ------------------------ | ------------------------ | ----- | ----- |
| Defensor Sporting · Uruguay |                     |                     |       |       |                     |                     |                  |                  |                           |                           |                          |                          |       |       |
| 1.ª | 2013-14             | 17                  | 0     | -     | -                   | -                   | -                | -                | -                         | 5                         | 0                        | 22                       | 0     |       |
| 1.ª | 2014-15             | 23                  | 1     | -     | -                   | -                   | -                | -                | -                         | -                         | -                        | 23                       | 1     |       |
| Total club | Total club          | Total club          | 40    | 1     | -                   | -                   | -                | -                | -                         | -                         | 5                        | 0                        | 45    | 1     |
| Carpi · Italia |                     |                     |       |       |                     |                     |                  |                  |                           |                           |                          |                          |       |       |
| 1.ª | 2015-16             | 0                   | 0     | 1     | 0                   | -                   | -                | -                | -                         | -                         | -                        | 1                        | 0     |       |
| Total club | Total club          | Total club          | 0     | 0     | 1                   | 0                   | -                | -                | -                         | -                         | -                        | -                        | 1     | 0     |
| Cruzeiro · Brasil |                     |                     |       |       |                     |                     |                  |                  |                           |                           |                          |                          |       |       |
| 1.ª | 2016                | 4                   | 0     | 2     | 0                   | -                   | -                | 5                | 0                         | -                         | -                        | 11                       | 0     |       |
| Total club | Total club          | Total club          | 4     | 0     | 2                   | 0                   | -                | -                | 5                         | 0                         | -                        | -                        | 11    | 0     |
| Santa Cruz · Brasil |                     |                     |       |       |                     |                     |                  |                  |                           |                           |                          |                          |       |       |
| 2.ª | 2017                | 4                   | 0     | 0     | 0                   | -                   | -                | 12               | 1                         | -                         | -                        | 16                       | 1     |       |
| Total club | Total club          | Total club          | 4     | 0     | 0                   | 0                   | -                | -                | 12                        | 1                         | -                        | -                        | 16    | 1     |
| All Boys Argentina |                     |                     |       |       |                     |                     |                  |                  |                           |                           |                          |                          |       |       |
| 2.ª | 2017-18             | 14                  | 2     | 0     | 0                   | -                   | -                | -                | -                         | -                         | -                        | 14                       | 2     |       |
| Total club | Total club          | Total club          | 14    | 2     | 0                   | 0                   | -                | -                | -                         | -                         | -                        | -                        | 14    | 2     |
| Aldosivi Argentina |                     |                     |       |       |                     |                     |                  |                  |                           |                           |                          |                          |       |       |
| 1.ª | 2018-19             | 18                  | 0     | 4     | 0                   | -                   | -                | -                | -                         | -                         | -                        | 22                       | 0     |       |
| 1.ª | 2019-20             | 20                  | 4     | 1     | 1                   | -                   | -                | -                | -                         | -                         | -                        | 21                       | 5     |       |
| Total club | Total club          | Total club          | 38    | 4     | 5                   | 1                   | -                | -                | -                         | -                         | -                        | -                        | 43    | 5     |
| Total en su carrera | Total en su carrera | Total en su carrera | 98    | 7     | 7                   | 0                   | -                | -                | 17                        | 1                         | 5                        | 0                        | 127   | 8     |
| (1) Las copas nacionales se refiere a la Copa Italia, a la Copa de Brasil, a la Copa Argentina y a la Copa de la Superliga. (2) Los campeonatos estaduales se refiere al Campeonato Mineiro, al Campeonato Pernambucano y a la Liga do Nordeste. (3) Las copas internacionales se refiere a la Copa Libertadores y a la Copa Sudamericana. |                     |                     |       |       |                     |                     |                  |                  |                           |                           |                          |                          |       |       |

### Selección
| Selección | Año   | Amistosos | Amistosos | Eliminatorias | Eliminatorias | Mundial | Mundial | Copa América | Copa América | Sudamericano Sub-20 | Sudamericano Sub-20 | Mundial Sub-20 | Mundial Sub-20 | Juegos Olímpicos | Juegos Olímpicos | Total | Total | Media goleadora |
| Selección | Año   | PJ        | G         | PJ            | G             | PJ      | G       | PJ           | G            | PJ                  | G                   | PJ             | G              | PJ               | G                | PJ    | G     | Media goleadora |
| --------- | ----- | --------- | --------- | ------------- | ------------- | ------- | ------- | ------------ | ------------ | ------------------- | ------------------- | -------------- | -------------- | ---------------- | ---------------- | ----- | ----- | --------------- |
| Sub-20    | 2013  | -         | -         | -             | -             | -       | -       | -            | -            | -                   | -                   | 7              | 1              | -                | -                | 7     | 1     | 0.14            |
| Sub-20    | Total | -         | -         | -             | -             | -       | -       | -            | -            | -                   | -                   | 7              | 1              | -                | -                | 7     | 1     | 0.14            |

## Palmarés

### Otras distinciones
- Copa Libertadores Sub-20: 2012
- Campeonato Uruguayo Sub-19: 2012
- Copa Mundial Sub-20: 2013
- Copa Libertadores: 2014
- Copa Suat: 2016